# Ketchup aux tomates Heinz
Heinz Tomato Ketchup est une marque de ketchup fabriquée par HJ Heinz Company, une division de Kraft Heinz Company.

## Histoire
Il a été commercialisé pour la première fois sous le nom de catsup en 1876. En 1907, la fabrication a atteint 12 millions de bouteilles et il a été exporté à l'international, notamment en Australie, en Amérique du Sud, au Japon, en Nouvelle-Zélande, en Afrique du Sud et au Royaume-Uni. En janvier 2009, l'étiquette a été modifiée en remplaçant l'image d'un cornichon par l'image d'une tomate. En 2012, plus de 650 millions de bouteilles ont été vendues dans le monde.

## Fabrication
Heinz fabrique tout son ketchup de tomate pour son marché américain dans deux usines : l'une à Fremont dans l'Ohio, et l'autre à Muscatine dans l’Iowa. Ils ont fermé leur usine canadienne de Leamington dans l'Ontario en 2014. Cette usine appartient maintenant à French's Food Company (en) et fabrique du French's Tomato Ketchup pour le marché canadien. À l'échelle mondiale, Heinz fabrique du ketchup dans des usines du monde entier, notamment au Royaume-Uni et aux Pays-Bas. Bien qu'il existe une recette de base pour leur ketchup, il existe des variations adaptées aux goûts régionaux et dépendent généralement du pays où il est fabriqué,.

### Variétés

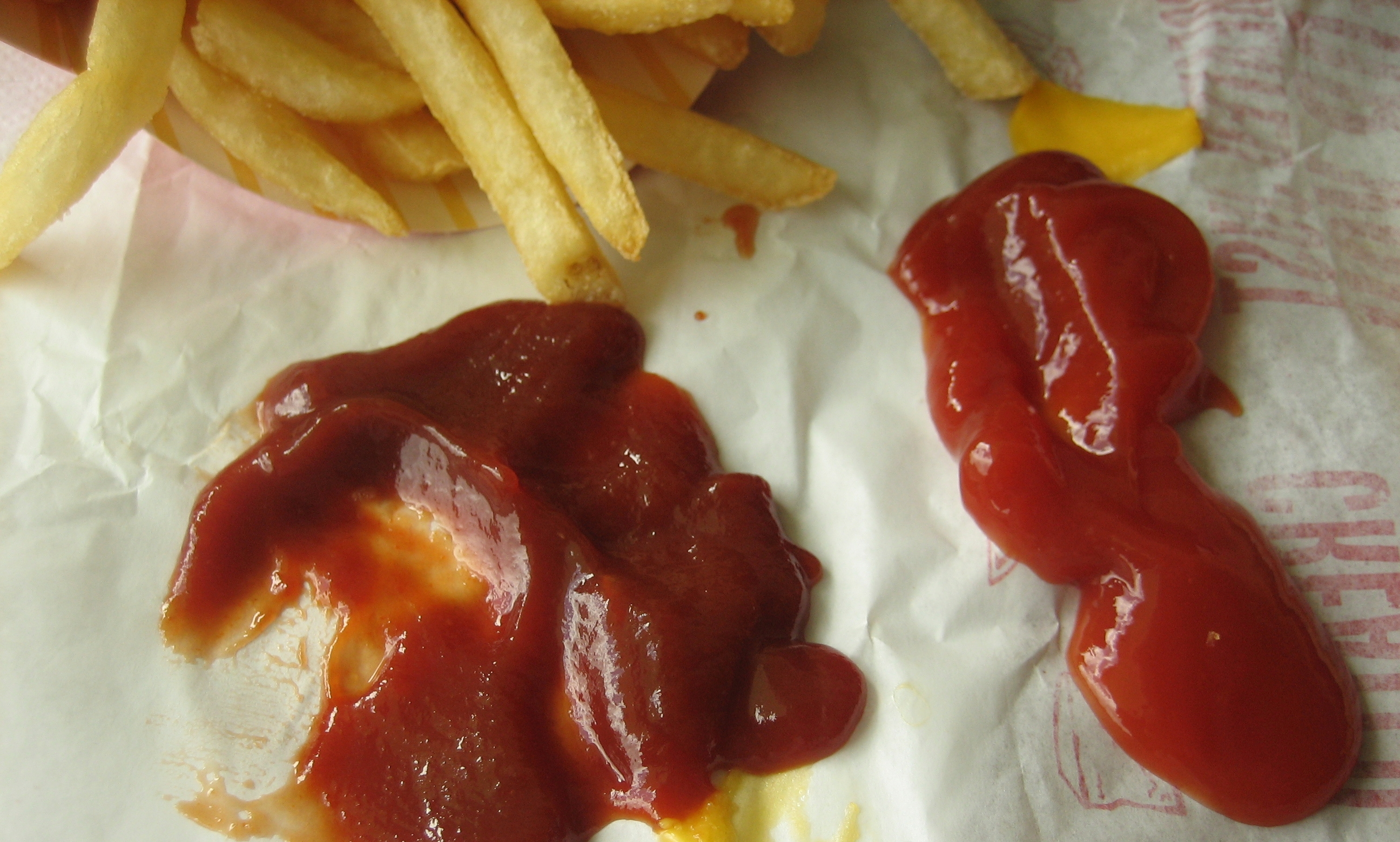
Ketchup aux tomates Heinz en édition limitée mélangé avec du vinaigre balsamique (à gauche) et du ketchup aux tomates Heinz standard (à droite)

En plus de fabriquer leur ketchup de tomates régulier, ils fabriquent une variété à base de sucre.
En 2000, ils fabriquaient du ketchup coloré dans des contenants compressibles appréciés des jeunes enfants. Les couleurs étaient le rouge, le vert, le violet, le rose, l'orange, le bleu sarcelle et le bleu. Ces variétés ont été abandonnées en 2006.
En 2011, ils ont également commencé à fabriquer une variété avec du vinaigre balsamique. Cette variété a été abandonnée en 2018.
Le 5 juin 2019, qui est la Journée nationale du ketchup, Heinz et Ed Sheeran ont sorti un ketchup en édition limitée connu sous le nom de ketchup Ed Sheeran X Heinz, populairement connu sous le nom de Edchup.

#### Gamme de produits sauce sauce
En avril 2018, Heinz a annoncé la sortie de Mayochup, une valise de mayonnaise + ketchup qui est un mélange des deux sauces, car plus de 500 000 utilisateurs ont voté "oui" dans un sondage Twitter demandant aux Américains s'ils voulaient le voir en magasin. Un certain nombre d'utilisateurs de Twitter ont répondu qu'un tel mélange existait déjà sous le nom de sauce frite et sauce fantaisie,, La sauce est arrivée dans les rayons des détaillants américains en septembre 2018,. Il a attiré l'attention des médias en mai 2019 lorsqu'il a été révélé que l'expression signifiait «visage de merde» en langue crie. Les mélanges contenant de la mayonnaise et du ketchup sont antérieurs à la publication,,,.
En mars 2019, après le succès de leur campagne Mayochup, Heinz a annoncé la sortie de deux nouveaux produits valises pour célébrer le 150e anniversaire de l'entreprise : « Mayomust », de mayonnaise + moutarde, et « Mayocue », de mayonnaise + sauce barbecue,,.
En avril 2019, ils sortent "Kranch", mêlant ketchup + vinaigrette ranch. La nouvelle sauce a reçu un accueil mitigé en ligne,, avec Newsweek disant qu'il "pourrait sembler que Kranch soit un vol de fantaisie d'un garçon de fraternité ivre" mais que certains consommateurs étaient néanmoins intéressés.
En janvier 2020, Heinz annonce "Honeyracha" associant miel + sriracha, puis en février annonce "Mayoracha" associant mayonnaise + sriracha.
En mars 2021, ils sortent "Tarchup" associant sauce tartare + ketchup, "Wasabioli" associant wasabi + aïoli, et "Hanch" associant sauce piquante + vinaigrette ranch. Plus tard en mars, deux autres sauces ont été annoncées avec "Buffaranch" combinant sauce Buffalo + vinaigrette ranch et "Sweet Ketchili" combinant ketchup + sauce chili douce.

### Emballage
Le ketchup Heinz est conditionné dans des bouteilles en verre et en plastique de différentes tailles. Ils ont présenté leur bouteille en verre octogonale pour la première fois en 1889 et elle a été brevetée en 1890. Alors que d'autres conceptions de bouteilles en verre ont existé, la bouteille en verre octogonale est toujours utilisée et est considérée comme un exemple emblématique de conception d'emballage,.
Dans les restaurants, la bouteille en verre couramment utilisée contient environ 14 onces (396,89332375 g) de ketchup. En 2002, la bouteille en plastique compressible à l'envers (une bouteille rouge opaque avec un large bouchon blanc sur le fond) a été introduite pour les restaurants. Il facilite la distribution du ketchup par rapport à la bouteille en verre. La conception génère également moins de déchets lorsque le ketchup se dépose dans la valve de distribution. Des bouteilles compressibles conçues de la même manière, dans plusieurs tailles différentes, sont disponibles dans les épiceries. Il est également conditionné en sachets individuels en aluminium et/ou en plastique. En 2010, Heinz a lancé Dip &amp; Squeeze, un paquet à portion unique conçu pour tremper ou presser. Une petite bouteille contenant environ 2,25 onces (63,78642703125 g) du ketchup est emballé pour le service en chambre dans les hôtels ou dans des situations où les paquets à portion individuelle associés aux restaurants de restauration rapide ne sont pas souhaitables.
Les quantités plus importantes, généralement destinées à l'industrie de la restauration, sont conditionnées dans des boîtes métalliques, des contenants en plastique rigide, des sacs en plastique souple et un format bag-in-box. Ces récipients plus grands peuvent généralement être équipés de pompes ou placés dans des distributeurs pour le libre-service dans les restaurants de restauration rapide. Un sac contenant 3 US gal est le plus grand format destiné aux restaurants. Un bac IBC contenant 260 gal US est vendu aux industriels de l'agroalimentaire.

## Système de contrefaçon
En 2012, un plan présumé de reconditionnement du ketchup Heinz ordinaire dans des bouteilles étiquetées avec des étiquettes contrefaites "Simply Heinz" a échoué lorsque le ketchup a apparemment commencé à fermenter et que les bouteilles ont explosé. À l'époque, selon un porte-parole de Heinz, ils travaillaient avec le Bureau des enquêtes criminelles de la Food and Drug Administration des États-Unis.